# Mpassa
Mpassa är en flod i Gabon, ett biflöde till Ogooué. Den rinner genom provinsen Haut-Ogooué, i den östra delen av landet, 500 km öster om huvudstaden Libreville.